# حرية الاعتقاد في روسيا
يرتبط بروز وسلطة الجماعات الدينية المختلفة في روسيا ارتباطًا وثيقًا بالوضع السياسي في البلاد. في القرن العاشر، تبنى الأمير فلاديمير الأول، الذي غير دينه بمساعدة مبشرين من بيزنطة، المسيحية بصفتها الديانة الروسية الرسمية. بعد ذلك بنحو ألف عام، أصبحت الأرثوذكسية الروسية المذهب الرئيسي للبلاد.
على الرغم من أن دستور الاتحاد السوفيتي السابق يكفل شكليًا الحرية الدينية، فإن الأنشطة الدينية كانت مقيدة إلى حد كبير، واعتُبرت العضوية في المنظمات الدينية تمثل تعارضًا مع العضوية في الحزب الشيوعي. بناء على ذلك، مثلت الدعوة العلنية المتعلقة بالمعتقدات الدينية عائقًا أمام تقدم الأفراد. في حين سُمِح بالتعبير الحر عن المعتقدات المسيحية خلال الحرب العالمية الثانية، بسبب سعي الحكومة نحو الحصول على دعم المسيحيين واليهود في الحرب ضد الفاشية، أُعيد فرض القيود عندما وضعت الحرب أوزارها.
في ثمانينيات القرن العشرين، وفي ظل نظام ميخائيل غورباتشوف الإصلاحي، أُعلن عن سياسة الانفتاح (الغلاسنوست)، وهو ما سمح بقدر أكبر من التسامح مع الممارسة غير المقيدة للدين. مع تفكك الاتحاد السوفيتي، أصبحت الحرية الدينية حقيقة واقعة، وهو ما كشف عن أن قطاعات كبيرة من السكان كانت لاتزال تمارس طائفة متنوعة من المعتقدات. اعتبر القوميون الروس، الذين برزوا في تسعينيات القرن العشرين، الكنيسة الأرثوذكسية الروسية عنصرًا رئيسيًا من عناصر الثقافة الروسية.
لدى الحكومة الروسية عدد من القوانين المناهضة للتطرف الديني والتمويل الأجنبي للمنظمات غير الحكومية، بما في ذلك قانون ياروفايا، يمكن استخدامها لتقييد ممارسات الأقليات الدينية، مثل التبشير بالإنجيل أو استقدام المؤلفات الدينية الأجنبية. يقول منتقدو هذه القوانين أن الحكومة الروسية تعطي الأولوية للكنيسة الأرثوذكسية الروسية، جاعلة إياها كنيسة غير رسمية للدولة.
تحسنت الظروف بالنسبة لبعض الأقليات الدينية مع بقاء معظم هذه الأقليات على حالها إلى حد كبير، وظلت سياسة الحكومة تساهم في حرية ممارسة الدين بشكل عام بالنسبة لمعظم السكان. واصلت بعض الهيئات الفيدرالية، مثل دائرة التسجيل الفيدرالية، والعديد من السلطات المحلية، تقييد حقوق قلة من الأقليات الدينية. لا تزال العقبات القانونية التي تحول دون التسجيل بموجب قانون حرية الضمير والجمعيات الدينية الصادر في 1997 (قانون عام 1997 الذي ينص على المسيحية الأرثوذكسية والإسلام واليهودية والبوذية بوصفها ديانات تقليدية) تلحق الضرر بشكل خطير ببعض الجماعات الدينية التي تعتبر غير تقليدية. هناك دلائل على أن أجهزة الأمن، بما فيها جهاز الأمن الفيدرالي الروسي، تعامل قيادات بعض الجماعات الإسلامية على أنها تهديدات أمنية.
كانت هناك تقارير عن انتهاكات وتمييز مجتمعي على أساس العقيدة أو الممارسة الدينية. لم تكن المسائل الدينية مصدرًا للتوتر أو المشاكل الاجتماعية بالنسبة للغالبية العظمى من المواطنين، ولكن كانت هناك بعض المشاكل بين الأغلبية والأقليات.
كانت المقاومة ضد الأديان غير الأرثوذكسية السبب وراء مظاهر معاداة السامية والاحتكاكات بين الحين والآخر مع الطوائف المسيحية غير الأرثوذكسية. كان الناشطون المحافظون الذين يزعمون أنهم على صلة بالكنيسة الأرثوذكسية الروسية ينشرون أحيانًا منشورات سلبية ويعقدون اجتماعات احتجاج ضد الأديان التي تُعتبر غير تقليدية، بما في ذلك الطوائف الأرثوذكسية البديلة. أعلن بعض رجال الدين، التابعين للكنيسة الأرثوذكسية الروسية، عن معارضتهم لأي توسع في وجود الروم الكاثوليك والبروتستانت وغيرهم من الطوائف غير الأرثوذكسية.

## الديموغرافيا الدينية
تبلغ مساحة البلاد نحو 17,098,242 كيلومتر مربع (6,601,668 ميل مربع) ويبلغ عدد السكان نحو 142.8 مليون نسمة. من الناحية العملية، لا يشارك، على نحو نشط، في أي دين سوى أقلية من المواطنين. نادرًا ما يشارك الكثيرون، من الذين عرّفوا أنفسهم بأنهم أعضاء في معتقد، في الحياة الدينية أو لا يشاركون على الإطلاق. لا توجد أي إحصاءات موثوقة تصنف السكان حسب الطائفة، والإحصاءات الواردة أدناه مجمعة من مصادر حكومية واستفتائية وجماعية دينية.
يعتبر نحو 100 مليون مواطن أنفسهم مسيحيين أرثوذكس روس، على الرغم من أن الغالبية العظمى منهم لا يرتادون الكنائس بانتظام. تتكون أكبر أقلية دينية من 14 إلى 23 مليون مسلم، يعيش معظمهم في منطقة الفولغا الأورال وشمال القوقاز، وذلك على الرغم من أن موسكو وسانت بطرسبرغ وأجزاء من سيبيريا وياقوتيا تضم عددًا كبيرًا من السكان المسلمين. قدرت الرابطة البوذية في روسيا أن عدد البوذيين يتراوح بين 1.5 و2 مليون نسمة يعيشون في المناطق البوذية التقليدية وهي بورياتيا وتوفا وقلميقيا. وفقًا للمركز السلافي للقانون والعدالة، يشكل البروتستانت ثاني أكبر مجموعة من المؤمنين المسيحيين، إذ يشكلون نحو 3,500 منظمة مسجلة وأكثر من مليوني تابع. يُقدَّر عدد اليهود بنحو 600,000 (0.4% من السكان)، يعيش معظمهم في موسكو وسانت بطرسبرغ. بحسب تقديرات الكنيسة الكاثوليكية، هناك ما يقرب من 600,000 كاثوليكي، معظمهم ليسوا من أصل روسي. في ياقوتيا وتشوكوتكا، تُمارس الديانات القائمة على الواحدية والطبيعة على نحو مستقل أو إلى جانب ديانات أخرى.
وفقًا للتقرير السنوي لأمين المظالم المعني بحقوق الإنسان، فلاديمير لوكين، سجلت وزارة العدل نحو 22,956 منظمة دينية حتى 1 يناير 2007، أي بزيادة قدرها 443 منظمة عن عددها في يناير 2006. من بين المجموعات الدينية المسجلة الأرثوذكس الروس، والمؤمنون القدامى الأرثوذكس، والمسلمون، والبوذيون، واليهود، والمسيحيون الإنجيليون، والكاثوليك، وغير ذلك من الطوائف.

## وضع الحرية الدينية

### الإطار القانوني والسياسي
ينص الدستور على حرية الاعتقاد، وتحترم الحكومة هذا الحق بوجه عام من ناحية الممارسة العملية، غير أن السلطات فرضت في بعض الحالات قيودًا على فئات معينة، وكان ذلك في معظم الأحيان من خلال عملية التسجيل. ينص الدستور أيضًا على المساواة بين جميع الأديان أمام القانون وعلى الفصل بين الكنيسة والدولة، غير أن الحكومة لم تتقيد دائمًا بهذا الحكم.
في نوفمبر 2006، ألغت الحكومة ضريبة القيمة المضافة على المنتجات الدينية التي تبيعها المنظمات الدينية.

### القيود على الحرية الدينية
تندرج القيود المفروضة على الحرية الدينية، على نحو عام، في أربع فئات هي: تسجيل المنظمات الدينية، والوصول إلى أماكن العبادة (بما في ذلك الحصول على الأراضي وتصاريح البناء)، وتأشيرات العاملين المتدينين الأجانب، ومضايقات الحكومة للمنظمات الدينية أو الأفراد. في الحالات الثلاث الأولى، تعتمد الطوائف الدينية على المسؤولين الحكوميين لمنحهم الإذن بتجميع أو امتلاك أو بناء الممتلكات، أو السماح للناس بدخول البلاد.
تُعد العديد من الصعوبات التي تواجهها الطوائف الدينية متجذرة في العقبات البيروقراطية والفساد، وليس التعصب الديني. في حين يكاد يكون من المستحيل التمييز بين ما إذا كانت الجماعات مستهدفة بسبب معتقداتها الدينية أو بسبب تعرضها لمطالب المسؤولين الفاسدين، فإن النتيجة النهائية لذلك هو تقييد قدرتها على العبادة.